# 9885 Лінукс
9885 Лі́нукс (9885 Linux) — астероїд головного поясу астероїдів, відкритий 12 жовтня 1994 року в рамках проекту університету Аризони з вивчення комет і астероїдів Spacewatch. Астероїд був названий на честь ядра Linux.

## Дивись також
- Список астероїдів (9801-9900)
- 9793 Torvalds, астероїд названий на честь Лінуса Торвальдса
- 9882 Столмен, астероїд названий на честь Річарда Столмана, американського хакера, засновника руху за вільне програмне забезпечення і проекту GNU.
- 9965 GNU, астероїд названий на честь проекту GNU.